# Orectolobus parvimaculatus
Orectolobus parvimaculatus — акула з роду Килимова акула родини Килимові акули. Інша назва «карликовий плямистий воббегонг».

## Опис
Загальна довжина досягає 88,5 см. Зовнішністю схожа на Orectolobus maculatus (відрізняється розмірами та генними особливостями). Голова велика, широка. Морда округла. Очі помірного розміру, розташовані на верхній частині голови. За ними присутні бризкальця. Має численні вирости по краях голови на кшталт бороди. Широкий рот з маленькими зубами з декількома верхівками. П'ять зябрових щілин розташовано у передній частині основи грудних плавців. Тулуб масивний, статура кремезна. Грудні та спинні плавці широкі. Спинні та анальний плавець знаходяться ближче до хвостового. Хвостовий плавець гетероцеркальний.
Забарвлення коричневе. По спині (в області грудних плавців та між грудними та спинними плавцями) проходять темно-коричневі або чорні цяточки, що утворюють широкі смуги. Плямочки іноді облямовані білими, також темні плямочки розкидані по хвосту та хвостовому плавцю. Грудні та черевні плавці світло-коричневого кольору.

## Спосіб життя
Тримається на глибинах від 9 до 135 м. Полюбляє прибережні зони та мілину. Віддає перевагу кораловим і скелястим місцинам. «Кудлата» зовнішність дає змогу акулі легко маскуватися серед піщаного дна і коралів. Вдень ховається в природних укриттях. Активна вночі та в присмерку. Полює біля дна, є бентофагом. Живиться дрібною костистою рибою, ракоподібними та невеличкими головоногими молюсками. Полює із засідки завдяки стрімкій атаці та щічному насосу.
Це яйцеживородна акула.

## Розповсюдження
Мешкає біля південно-західного узбережжя Австралії.